# Alice au Manoir hanté
Alice au manoir hanté (titre original : The Hidden Staircase, littéralement : L'Escalier caché) est le deuxième roman de la série américaine Alice (Nancy Drew en VO), écrit par Caroline Quine, nom de plume collectif de plusieurs auteurs. 
L'auteur de ce roman est Mildred Wirt Benson, laquelle déclara que c’était le préféré des romans Alice qu'elle a écrits. 
Aux États-Unis, le roman a été publié pour la première fois en 1930 par Grosset & Dunlap, New York. En France, il paraît pour la première fois en 1963 chez Hachette Jeunesse dans la collection « Bibliothèque verte » sous le no 234. 
Le roman évoque Rosemary et Floretta MacLeod, deux sœurs jumelles âgées, qui sont les dernières descendantes d'une ancienne famille. Aujourd'hui désargentées, elles habitent encore dans le grand manoir familial, à Hilltop, qui date de la Guerre de Sécession. De récents phénomènes étranges leur font craindre que le manoir ne soit habité par un fantôme. Alice s'installe chez les deux vieilles dames pour tirer le mystère au clair. 

## Résumé
Remarque : le résumé est basé sur les éditions cartonnées non abrégées parues de 1963 à 1971 en langue française.

### Mise en place de l'intrigue
Seule à la maison, Alice s'ennuie. Elle se rend compte qu'elle brûle de se lancer dans une nouvelle aventure. Une occasion va bientôt se présenter à elle quand la sonnette de la porte d'entrée retentit avec insistance. Le visiteur est un homme grand et maigre, très mal vêtu, au visage dur et cruel. Il dit s’appeler Jeff Croll et exige de voir l'avoué James Roy, le père d'Alice. La jeune fille l'informe qu'il est absent, mais le visiteur ne la croit pas et force le passage. Il accuse James Roy de l'avoir spolié lors de la vente de son terrain, et exige que lui soit rendu le contrat de vente. Il entre de force dans le bureau de l'avocat. La main sur le téléphone, Alice menace d'appeler la police s'il ne s'en va pas immédiatement. Jeff Croll obéit, non sans avoir proféré des menaces envers James Roy. 

### Enquête et aventures
Peu après, la jeune fille reçoit la visite de son amie Gaby. Gaby est une jeune fermière qu'Alice avait aidée lors de sa précédente aventure. Encore sous le choc, Alice lui relate sa récente mésaventure. Gaby connaît Jeff Croll. Il venait lui acheter des produits de sa ferme, explique-t-elle, jusqu'au jour où elle l'avait surpris en train de voler des œufs ; après cela, elle lui avait demandé de ne plus jamais revenir. Gaby prend congé, et Alice attend impatiemment le retour de son père. Quand celui-ci rentre enfin, elle lui relate la visite de Jeff Croll et les accusations d'escroquerie dont il l'accuse. L'avoué est outré de l’attitude qu'avait eu l'individu avec sa fille ; il explique que Jeff Croll avait signé un contrat par lequel il cédait à très bon prix, grâce aux négociations de James Roy, un terrain à la Compagnie des Chemins de fer qui souhaitait y construire un pont, sur la rivière Muskoka. Le pont construit, et le terrain ayant pris de la valeur, Jeff Croll avait plusieurs fois exigé que James Roy lui verse des bénéfices ou bien annule le contrat de vente, ce que ne pouvait faire l'avocat. À peine ce dernier a-t-il fini de parler que Jeff Croll se présente à nouveau chez les Roy. L'avoué le prie de ne plus venir l'importuner, ce qui met le visiteur dans une grande colère : « Vous le regretterez ! », hurle-t-il à avant de partir. 
Le lendemain, Alice rend visite à Lise Travers, une vieille dame qu'elle avait aidée tout récemment. Celle-ci a déjà une visiteuse qu'elle présente à la jeune fille : Rosemary Macleod. Rosemary vit seule avec sa sœur Floretta dans leur manoir ancestral, à Hilltop. La vieille dame fait part à Alice de son inquiétude, car depuis un certain temps, on entend des bruits étranges dans la demeure, et des objets disparaissent : le manoir serait-il hanté ? Alice se propose de tirer l'affaire au clair. Son père devant s'absenter pour affaire pendant une semaine à Chicago, Alice lui demande la permission de séjourner chez les sœurs MacLeod. James Roy accepte et lui remet son revolver. « Je serais plus tranquille si je te sais armée, explique-t-il. Il se peut que le fantôme du manoir nous réserve de dangereuses surprises. » James Roy avait dit ces mots sur le ton de la plaisanterie. Il ne se doutait guère, alors, que ses paroles s'avéreraient prophétiques…

## Personnages

### Personnages récurrents
- Alice Roy, seize ans[5], orpheline de mère, fille de James Roy.
- James Roy, avoué[6] de renom, père d'Alice Roy, veuf.
- Sarah, la fidèle gouvernante des Roy, qui a élevé Alice à la mort de sa mère.

### Personnages spécifiques à ce roman
- Rosemary MacLeod (Rosemary Hayes en VO), l'un des deux sœurs jumelles âgées, aux manières désuètes, propriétaires du manoir "hanté" (Twin Elms Mansion en VO ; traduction : Le manoir des deux ormes).
- Floretta MacLeod (Flora Turnbull en VO), la sœur jumelles de Rosemary, aux manières désuètes, propriétaire du manoir "hanté" (Twin Elms Mansion en VO).
- Jeff Croll (Nathan Gombet en VO), le voisin de Rosemary et Floretta.
- Gaby (Allie Horner en VO), amie d'Alice en qui on peut reconnaître Millie, l'une des deux sœurs à qui Alice était venue en aide dans le titre précédent, Alice détective.
- Hélène Crillbic[7] (Helen Corning en VO), une amie d'Alice.
- Lise Travers, vieille dame à qui Alice était venue en aide dans le titre précédent, Alice détective.

## Éditions françaises
Note : Toutes les éditions ont paru aux éditions Hachette Jeunesse.
- 1963 : Alice au Manoir hanté — coll. « Bibliothèque verte » no 234, cartonné, texte original. Illustrations d'Albert Chazelle. Traduit par Anne Joba. 25 chapitres. 224 p.  ;
- 1971 : Alice au Manoir hanté — coll. « Bibliothèque verte », cartonné, texte original. Nouvelle couverture d'Albert Chazelle. Traduit par Anne Joba. 224 p.  ;
- 1974 : Alice au Manoir hanté — coll. « La Galaxie », cartonné, texte abrégé. Illustrations de Guy Maynard ;
- 1981 : Alice au Manoir hanté — coll. « Idéal-Bibliothèque », cartonné, texte abrégé. Illustrations de Jean Sidobre. Traduit par Anne Joba. 186 p.  ;
- 1996 : Alice au Manoir hanté — coll. « Bibliothèque verte » no 492, format poche souple, texte abrégé. Couverture de Philippe Daure ;
- 1999 ? : Alice au Manoir hanté — coll. « Bibliothèque verte » no 492, format poche souple[8], texte abrégé. Illustré par Philippe Daure ;
- 2006 : Alice au Manoir hanté — coll. « Bibliothèque verte », format poche mi-souple (série Marguerite Sauvage), texte abrégé. Couverture de Marguerite Sauvage. Traduit par Anne Joba. 24 chapitres. 214 p.  ;
- 2015 : Alice au Manoir hanté — coll. « Bibliothèque rose » no 2, format poche mi-souple, texte abrégé et remanié[9]. Illustré par Cécile Roubio. Traduit par Anne Joba. 222 p. .

## Adaptations

### Cinéma
- 1939 : Nancy Drew et l'escalier secret (Nancy Drew and the Hidden Staircase) de William Clemens ;
- 2019 : Nancy Drew and the Hidden Staircase de Katt Shea.

### Télévision
- 2019 : Dans la série Nancy Drew, deux épisodes de la première saison relatent l'enlèvement d'une petite fille que Nancy aurait retrouvé derrière un escalier caché. Cet escalier est une référence à celui qu'Alice découvre dans ce roman. Le titre du neuvième épisode de la série, The Hidden Staircase, est d'ailleurs le même que le roman en version originale anglaise[10].

### Jeu vidéo
Une partie de l'intrigue du roman a été utilisée dans le jeu vidéo Les Enquêtes de Nancy Drew : Le Mystère de l'horloge, développé par Her Interactive.[réf. nécessaire]